# Pukou, Fujian
Pukou (kinesiska: 浦口) är en köping i sydöstra Kina. Den ligger i Lianjiang härad i provinshuvudstaden Fuzhou i provinsen Fujian, omkring 35 kilometer nordost om centrala Fuzhou. Antalet invånare är 27 955. Befolkningen består av 13 615 kvinnor och 14 340 män. Barn under 15 år utgör 17,0 %, vuxna 15-64 år 72 %, och äldre över 65 år 10,0 %.